# Стоянів (станція)
Стоя́нів — залізнична станція Львівської дирекції Львівської залізниці на неелектрифікованій лінії Підзамче — Ківерці між станціями Горохів (16 км) та Радехів (16 км). Розташована в селі Стоянів Шептицького району Львівської області

## Історія
Станція відкрита 18 жовтня 1909 року, одночасно з відкриттям руху  залізничною лінією Підзамче — Стоянів. У 1925 року лінію подовжено до станції Луцьк.

## Пасажирське сполучення
На станції Стоянів зупиняються приміські поїзди за напрямком Львів — Радехів — Стоянів — Ківерці.